# Next Generation Vehicle Project
Next Generation Vehicle Project är ett forskningsprojekt som strävar åt att minska utsläpp från framtidens bilar.  De menar att dagens bilar är för tunga. 2 % går åt att forsla föraren, 98 % går åt att forsla bilen. Om man kan minska bilens vikt, minskar man också utsläppen från bland annat bilar. Detta forskningsprojekt har funnits sedan 2004, vid Frankfurtmässan 2007 presenterades "The truth about tomorrows cars".
Projektet har partners som kan få effektiv genomslagskraft för miljön.  Biltillverkare: Audi AG, Bayerische Motoren Werke AG, Centro Ricerche Fiat, DaimlerChrysler AG, GM/Saab Automobile AB och Volvo Car Corporation. Stålproduktionsföretag: franska ArcelorMittal-Stainless Europe (Ugine&Alz), finska Outokumpu Oyj och tyska ThyssenKrupp Nirosta.